# Wykonawca testamentu
Wykonawca testamentu – osoba wyznaczona w testamencie przez spadkodawcę w celu zapewnienia sprawnej realizacji jego postanowień, w szczególności poleceń i zapisów. 
Jeżeli osoba wyznaczona na wykonawcę nie chce tego obowiązku przyjąć, wówczas powinna złożyć stosowne oświadczenie przed sądem albo notariuszem. Również sąd może, z ważnych powodów, zwolnić wykonawcę testamentu z jego obowiązków.
Istotne jest, że wykonawcą testamentu może być tylko osoba legitymująca się pełną zdolnością do czynności prawnych.
Zasadniczym celem powołania wykonawcy testamentu jest usprawnienie zarządu majątkiem spadkowym do czasu przeprowadzenia działu spadku. Koszty tego zarządu, jak również wynagrodzenie wykonawcy testamentu, należą do długów spadkowych.
Powoływanie wykonawcy testamentu nie jest w Polsce częstą praktyką.